# Cetrelia sinensis
Cetrelia sinensis är en lavart som beskrevs av W. L. Culb. & C. F. Culb. Cetrelia sinensis ingår i släktet Cetrelia och familjen Parmeliaceae.   Inga underarter finns listade i Catalogue of Life.